# Emma Goldman
Emma Goldman (Kovno, 1869. június 27. – Toronto, Ontario, 1940. május 14.) litván születésű amerikai anarchista író és aktivista. Úttörő szerepe volt a 20. század első felében az észak-amerikai és európai anarchista politikafilozófia kialakításában.
Az Orosz Birodalomban, Kovnóban született (ma Kaunas, Litvánia) zsidó családban. 1885-ben emigrált az Amerikai Egyesült Államokba. A haymarketi incidens után kezdett érdeklődni az anarchizmus iránt, hamar az anarchista filozófia, a női jogok és a társadalmi problémák elismert írójává vált, tömegeket vonzott. Szeretőjével és életre szóló barátjával, Alexander Berkmannal, Henry Clay Frick gyáros és pénzember meggyilkolását tervezték, a tett propagandája egy megmozdulásaként. Az 1892-es merényletet Frick túlélte, Berkmant 22 év börtönbüntetésre ítélték. Goldmant is többször bebörtönözték a következő években, lázadásra felbujtás és a születésszabályozás propagálása miatt. 1906-ban alapította meg a Mother Earth anarchista lapot.
1917-ben Goldmant és Berkmant két év börtönbüntetésre ítélték, mivel „nem regisztrált személyek kiváltására” esküdtek össze a sorozás alól. Szabadulásuk után százakkal együtt letartóztatták és Oroszországba deportálták. Kezdetben az októberi forradalmat támogatták, ami a bolsevikokat segítette a hatalomba. Goldman a kronstadti lázadás után véleményét megváltoztatva, elítélte a Szovjetuniót a független hangok erőszakos elnyomásáért. 1923-ban kiadta a My Disillusionment in Russia című könyvét, amelyben ezekről az élményeiről ír. Amíg Angliában, Kanadában és Franciaországban élt, megírta Élem az életem című önéletrajzát. A spanyol polgárháború kitörése után odautazott, hogy részt vegyen az anarchista forradalomban. 1940. május 14-én, 70 évesen hunyt el Torontóban.
Élete során szabadgondolkodó „lázadó nőként” tisztelték, ellenfelei a politikai indíttatású gyilkosságok és erőszakos forradalmak miatt kritizálták. Írásai és előadásai felölelték a börtönök, ateizmus, szólásszabadság, militarizmus, kapitalizmus, házasság, szabad szerelem és homoszexualitás témáit. Habár távol tartotta magát az első hullámú feminizmustól és a női választójogra törekvésüktől, az anarchizmusban a nemek közti politika új irányait is bevitte. Az 1970-es években kezdtek iránta érdeklődni főként feminista és anarchista tudósok.

## Életpályája

### Családja
Emma Goldman ortodox zsidó családban született a litvániai Kaunasban (akkoriban Kovno, Orosz Birodalom) Édesanyja, Taube Bienowitch már korábban is volt házas, előző férjétől két gyermeke született, 1860-ban Helena, 1862-ben Lena. Mikor a férfi elhunyt gümőkórban, Taube teljesen letört. Goldman később így írt: „Minden szerelme elhunyt azzal a fiatal férfival, akivel már 15 évesen házas volt.”
Taube második házasságát a családja rendezte el, és ahogy Goldman fogalmazott, „hibás volt az elejétől.” Második férje, Abraham Goldman Taube örökségét befektette, de az üzlet hamar elbukott. A pénzügyi nehézségek és a házastársak közötti érzelmek hiánya nehézzé tette a gyermekek életét. Mikor Taube teherbe esett, Abraham kétségbeesetten reménykedett, hogy fiú lesz, a lányt kudarcnak érezte volna. Összesen három fiuk született, de első gyermekük Emma volt.
Emma Goldman 1869. június 27-én született. Édesapja erőszakot alkalmazott gyermekei megfenyítésére, verte őket, ha nem engedelmeskedtek neki. A leginkább lázadó Emma ellen ostort is bevetett. Édesanyja szűkös kényelmet biztosított, néha megkérte férjét, hagyja abba a verést. Goldman később arra a következtetésre jutott, édesapja dühét szexuális frusztrációja okozhatta.
Goldman kapcsolata idősebb féltestvéreivel ellentétes előjelű volt. Helena, az idősebb, biztosította azt a kényelmet, amit édesanyjától nem kaphatott meg, Emma gyermekkorában „ha bármi öröm, ez volt.” Lena azonban távoli és kíméletlen volt. A három nővérhez jött még három fivér: Louis (hatévesen elhunyt), Herman (1872) és Moishe (1879).

### Serdülőkora

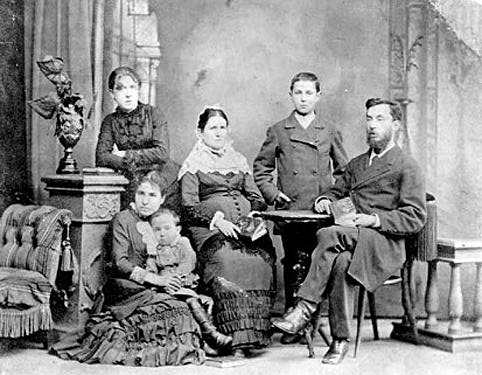
Emma Goldman családja 1882-ben, Szentpétervárott. Balról jobbra: Emma (áll), Helena (ül, Morrisszal a térdén), Taube, Herman, Abraham

Emma kislánykorában a család Papilė faluba költözött, ahol édesapja fogadót nyitott. Míg nővérei dolgoztak, megismerkedett egy Petruska nevű szolgálóval, akivel „első erotikus érzéseit” átélte. Később ugyanitt szemtanúja volt, ahogy egy parasztot ostorral vernek az utcán. Ez mély hatással volt rá, ennek köszönhető élethosszig tartó távolságtartása az erőszaktól.
Hétéves korában a Német Birodalomba, Königsbergbe költöztek, ahol egy reáliskola tanulója lett. Az egyik tanár az engedetlen diákok, így Goldman kezére is vonalzóval csapott. Egy másik tanár a diáklányokat molesztálta, amikor Goldman visszaütött. Némettanárában mentorra talált, kölcsönkapta a könyveit, az operába is elvitte. Lelkes diákként Goldman át is ment a vizsgán, így felvételizhetett volna gimnáziumba, de hittantanára nem adott a lázadó diáknak igazolást jó viselkedésről, így nem léphetett tovább.
A család ezután az orosz fővárosba, Szentpétervárra költözött, ahol édesapja egymás után nyitotta a sikertelen üzleteket. A szegénység miatt a gyerekeknek is dolgozniuk kellett, Goldman számos különböző munkát végzett, például egy fűzőboltban is. Édesapja nem engedte, hogy újrakezdje az iskolát, ehelyett franciakönyvét tűzbe vetette, és azt kiabálta: „A lányoknak nem kell sokat tanulni! Egy zsidó lánynak csak a sós halat kell tudni előkészíteni, a tésztát kell tudni szaggatni és egy szakajtónyi gyermeket szülni”.
Goldmannak így autodidakta módon kellett művelnie magát, hamarosan a körülötte lévő politikai zűrzavar is érdekelni kezdte. Különösen érdekesnek találta a II. Sándor orosz cár meggyilkolásáért felelős nihilistákat. Ez ezt követő zűrzavar kíváncsivá tette a lányt, de ekkoriban még nem teljesen értette, miről is van szó valójában. Amikor elolvasta Csernisevszkij 1936-os Mit tegyünk? című regényét, a főszereplő Vera személyében példaképet talált magának. A műben a lány nihilistává válik, elszökik elnyomó családjától, szabadon él, varrószövetkezetet alapít. A könyv egész életében inspirálta.
Édesapja azonban továbbra is a háztartásban képzelte el jövőjét, már 15 évesen házasságot próbált neki elrendezni. Folyamatosan harcoltak a kérdésről, a férfi „lazának” minősítette, Emma úgy vágott vissza, hogy csak szerelemből házasodna meg. A fűzőüzletben el kellett hárítania az orosz tisztek és más férfiak udvarlását. Egy nem kívánt hódoló Emmát egy hotelszobába vitte, ott olyan történt, amit a lány „erőszakos kapcsolatnak”, két életrajzírója megerőszakolásnak nevezett. A tapasztalat megdöbbentette, rájött, hogy „a sokk azon a felismerésen alapult, hogy a férfi és nő közötti kapcsolat brutális és fájdalmas is lehet”. Goldman úgy érezte, ez örökké távol fogja tartani a férfiaktól.

### Rochester, New York

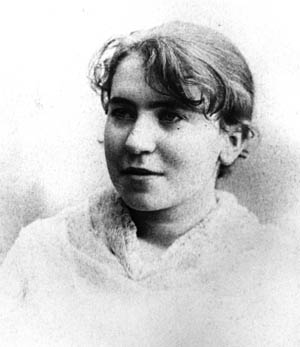
Emma Goldman 1886-ban

1885-ben Helena a New Yorkba költözését kezdte tervezgetni, hogy csatlakozhasson a már ott élő Lenához és férjéhez. Emma is csatlakozni szeretett volna nővéréhez, de édesapja megtiltotta. Habár Helena felajánlotta, hogy fizeti az útiköltséget, süket fülekre talált. Emma azzal fenyegetőzött, hogy a Névába veti magát, ha nem mehet. Végül sikerrel járt, 1885. december 29-én meg is érkeztek New Yorkba, a Castle Gardenben jegyezték be őket a bevándorlók közé. Rochesterben telepedtek le, ahol Lena is élt férjével, Samuellel. Egy évre rá szüleik és testvéreik is követték őket a terjedő antiszemitizmus miatt. Goldman varrónőként kezdett dolgozni, naponta több, mint 10 órán át varrt kabátokat, hetente két és fél dollárt keresett. Mikor megtagadták fizetésemelési kérelmét, egy kisebb üzletben kezdett dolgozni.
Új munkahelyén találkozott a szintén ott dolgozó Jacob Kershnerrel, aki osztotta a könyvek, tánc és utazás iránti érdeklődését, és a monoton gyári munka feletti frusztrációját is. Négy hónap után, 1887 februárjában összeházasodtak. Azonban miután összeköltöztek Goldman családjával, kapcsolatuk zátonyra futott. A nászéjszakán derült ki, hogy Kershner impotens, ezután érzelmileg és fizikailag is távolságot tartottak, a férfi nemsokára féltékeny és gyanakvó lett. Goldman viszont egyre jobban érdeklődött a politika iránt, különösen az 1886-os chicagói haymarketi incidens és az anarchizmus tekintélyelvűség-ellenessége iránt.
Kevesebb, mint egy évvel az esküvő után elváltak, habár Kershner azzal fenyegette, megmérgezi magát, ha nem tér vissza hozzá. Újra összejöttek, de három hónap után ismét szétváltak útjaik. Szülei ezért ismét „lazának” minősítették viselkedését, és megtiltották, hogy velük éljen. Egyik kezében varrógépét, másik kezében egy zsákot, benne öt dollárral cipelve, Goldman elhagyta Rochestert, és New Yorkba költözött.

### Most és Berkman

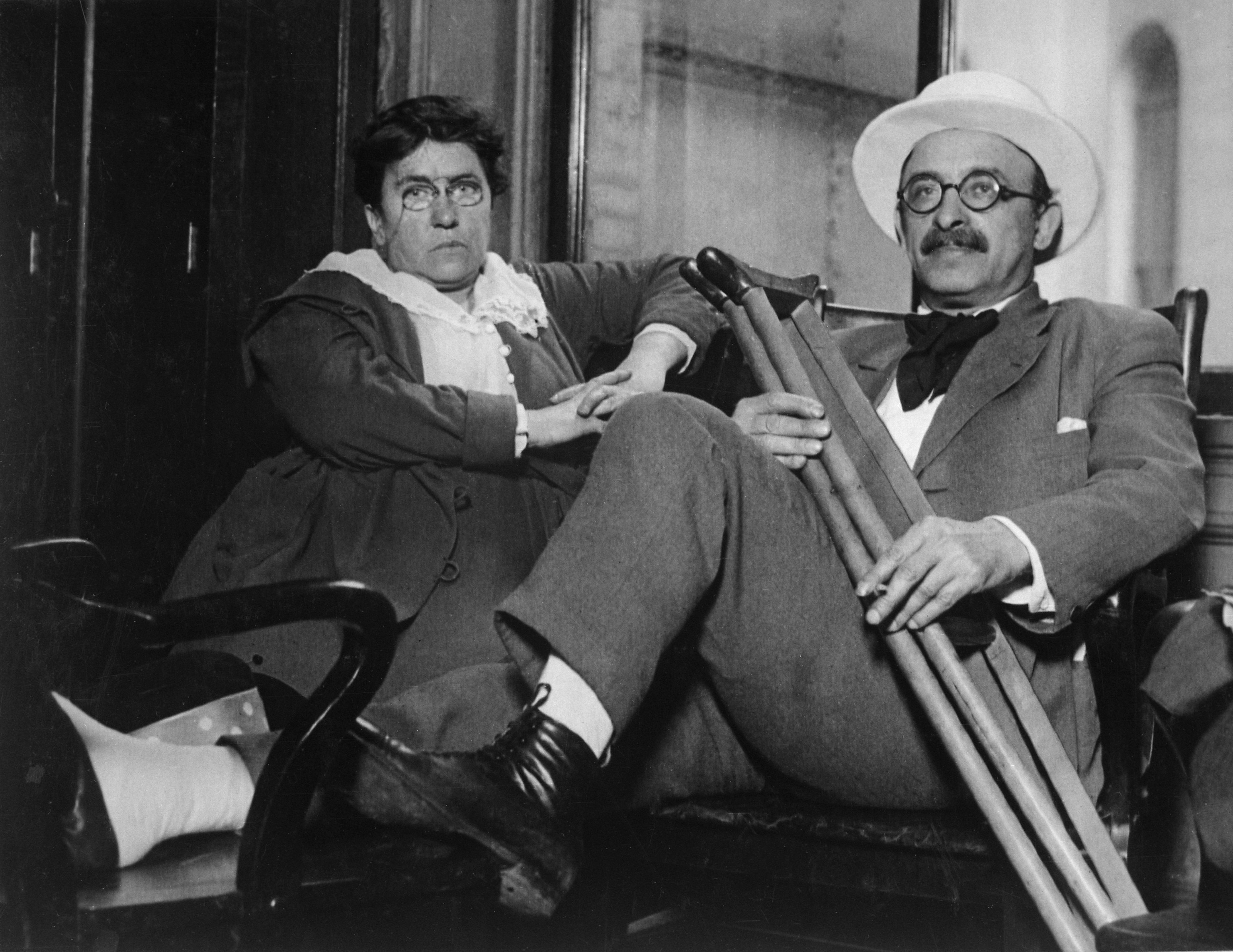
Goldman évtizedekig élt kapcsolatban Alexander Berkmannal. A képen 1917–1919 körül láthatóak

Első napján, amit a városban töltött, találkozott két férfival, akik megváltoztatták az életét. A Sachs's Caféban, a radikálisok népszerű találkozóhelyén bemutatták Alexander Berkman anarchistának, aki meghívta egy aznap esti beszédre. Johann Most készült beszédre, aki a Freiheit radikális lapot szerkesztette és a tett általi propaganda szószólója is volt, tehát a változások eléréséért erőszakot is hajlandó volt alkalmazni. Goldmanra nagy hatással volt rá az előadás, hamarosan Most szárnyai alá került, aki a nyilvános beszéd fortélyaira készítette. Arra bátorította, „lépjen a helyére, ha már ő nem lesz.” Egyik első nyilvános beszédét Rochesterben tartotta „az ügy” támogatása érdekében. Miután rávette Helenát, hogy ne szóljon szüleinek a beszédről, a színpadon üresnek érezte elméjét. Később így írt erről:

„Valami furcsa történt. Egy villanásban láttam rochesteri három évemet: a Garson-gyárat, a rabszolgamunkát és megaláztatást, a félresikerült házasságomat, a chicagói bűnöket... Beszélni kezdtem. Ilyen tökéletesnek még sosem hallottam a szavaimat, egymás után gyorsan, szenvedélyesen jöttek... A közönség eltűnt, a csarnok is eltűnt, csak a saját szavaimat, az eksztatikus dalomat hallottam.”

A tapasztalatok felizgatták, később finomított nyilvános fellépésein. Azonban hamarosan vitába került Mosttal függetlenségét illetően. Egy clevelandi beszéd után úgy érezte, mintha „papagáj lenne, aki Most nézeteit ismétli”, ehelyett saját nézeteit fejtette ki. Mikor visszatért New Yorkba, Most mérges lett, és ezt mondta: „Aki nem velem van, ellenem van!” Goldman el is hagyta a Freiheitot, és a Die Autonomie szerkesztőségéhez csatlakozott.
Közben egyre közelebb került Berkmanhoz, akit előszeretettel hívott Sashának. Nemsokára szerelmesek lettek egymásba, közös lakásba költöztek a férfi unokatestvérével, Modest „Fedya” Steinnel és Goldman barátnőjével, Helen Minkinnel, lakásuk a vidéki Woodstockban volt. Habár kapcsolatuk során számos nehézséggel meg kellett küzdeniük, évtizedekig szoros köteléket vontak közéjük anarchista elveik és személyes egyenlőség iránti elköteleződésük.
1892-ben Goldman, Berkman és Stein fagylaltozót nyitott Worcesterben. Pár hónap után Goldman és Berkman távolabb került az üzlettől, mivel részt vettek a homesteadi sztrájkban.

### A homesteadi események
Az egyik első politikai esemény, amiben Berkman és Goldman együtt vett részt, a homesteadi sztrájk volt. 1892 júniusában Andrew Carnegie homesteadi acélgyára országszerte az érdeklődés középpontjába került, mikor a Carnegie Steel Company és a Vas- és Acélmunkások Egyesült Szövetsége (AA) közti bértárgyalások megszakadtak. A gyárat Henry Clay Frick, a szakszervezet heves ellenzője igazgatta. Mikor az utolsó kör június végén kudarcba fulladt, a gyárat bezárták, a munkások sztrájkba léptek. Sztrájktörők léptek munkába, a vállalat Pinkerton őröket is felbérelt megvédendő őket. Július 6-án harc bontakozott ki több, mint 300 Pinkerton-őr és felfegyverzett munkások tömege között. A 12 órás lövöldözés során hét őr és kilenc sztrájkoló hunyt el.

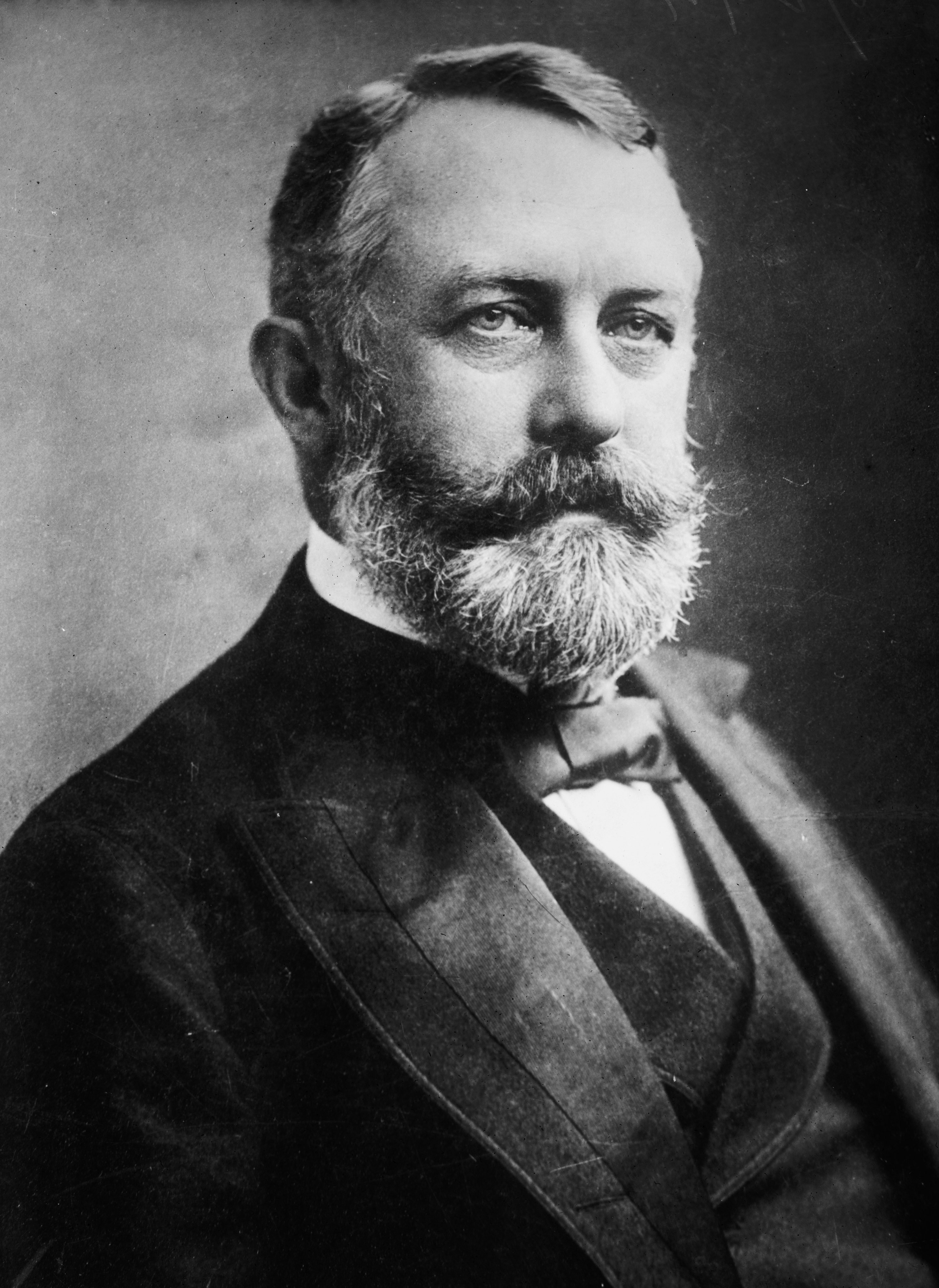
Goldman és Berkman úgy gondolták, hogy a képen látható Carnegie Steel Company-vezető Henry Clay Frick meggyilkolása „osztálya lelkében mélyen hatna” és „az anarchizmus tanításait világszerte terjesztené”

A lapok többsége támogatásáról biztosította a sztrájkolókat, Goldman és Berkman úgy döntött, meggyilkolják Fricket, hogy
fellázítsák a munkásokat a kapitalizmus ellen. Berkman magára vállalta a merénylet végrehajtását, és Goldmanra bízta indokainak kifejtését, mikor a férfi börtönben lesz. Berkman lesz a tettért, Goldman a szóért felelős. A férfi megpróbált bombát készíteni, sikertelenül, ezért Pittsburghba ment, hogy fegyvert és tisztességes ruhát vegyen. Goldman úgy döntött, az akcióra prostitúcióból szerez pénzt. Dosztojevszij 1866-os Bűn és bűnhődésének hősnőjére, Szonyára emlékeztetve így beszélt: „Ő azért lett prostituált, hogy támogassa kisöccseit és kishúgait... Ha ő áruba bocsátotta testét, én miért ne tenném ezt?” Az utcán elkapta egy férfi tekintetét, aki bevitte egy szalonba, fizetett neki egy sört, adott neki tíz dollárt, és elmondta neki, hogy nincs meg benne „a trükk”, inkább hagyja el az ipart. Goldman „túl döbbent volt, hogy bármit is szóljon.” Így inkább Helenának írt, betegségére hivatkozva 15 dollárt kért.
Július 23-án Berkman bejutott Frick irodájába rejtett pisztollyal, majd háromszor meglőtte a gyárost, és lábon szúrta. A főnöküket támogató munkások egy csoportja eszméletlenre verte az anarchistát és a rendőrségre vitték. Berkman gyilkossági kísérlet vádjával állt bíróság elé, 22 év börtönbüntetésre ítélték. Goldmannak hosszú távollétét kellett elszenvednie. Abban a hiszemben, hogy a nő is részt vett a kísérletben, a rendőrség rajtaütött a lakásán, de nem találtak bizonyítékot, de a főbérlője kilakoltatta. Rosszabbította a helyzetet, hogy a gyáros nem halt meg, így a kísérlet nem rázta fel a munkásokat és az anarchistákat. Johann Most, korábbi mentoruk is elítélte kísérletüket. Ezekre a támadásokra reagálva Goldman egy játék lovaglóostort vitt magával Most egy nyilvános beszédére, és magyarázatot követelt az árulásra. A Freiheit-szerkesztő elutasította ezt, mire Goldman elkezdte az ostorral ütlegelni, eltörve a térdén, majd a darabokat ráhajította. Később így bánta meg tettét bizalmasan egy barátjának: „Huszonhárom évesen ok nélkül is tesz dolgokat az ember.”

### „Lázadásra felbujtás”
Az 1893-as pánik sújtotta Egyesült Államok legnagyobb gazdasági válságai egyikét élte. Az év végére a munkanélküliség elérte a 20%-ot, az éhségsztrájkok gyakran zavargásokba torkollottak. Goldman a New York-i frusztrált emberek tömegeihez szólt. Augusztus 21-én csaknem 3000-en hallgatták beszédét a Union Squeren, ahol arra szólította fel a munkanélkülieket, hogy lendüljenek akcióba. A pontos szavai ismeretlenek, titkos ügynökök szerint olyanokat mondott, hogy „szerezzetek meg mindent... erőszakkal.” Később Goldman így emlékezett vissza az üzenetre? „Tüntessetek a gazdagok palotái előtt munkáért. Ha nem adnak nektek munkát, kenyérért. Ha azt is megtagadják, szerezzetek kenyeret.” Később a bíróságon Charles Jacobs nyomozó őrmester újabb változatot adott elő.

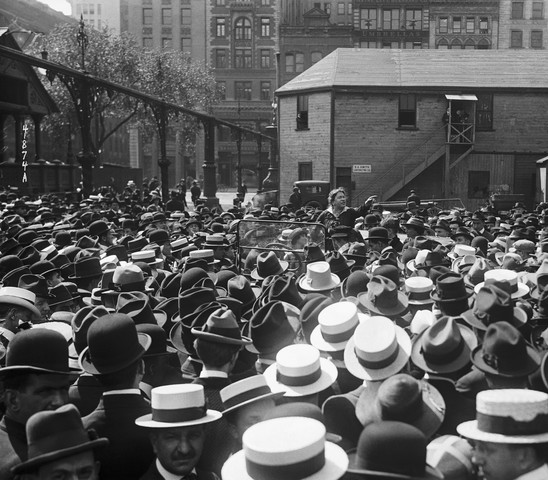
Goldman 1916-ban az Union Squeren a munkanélkülieket közvetlen cselekvésre buzdította ahelyett, hogy a kormány segélyeitől vagy adakozóktól függjenek

Egy héttel később Philadelphiában letartóztatták, New Yorkban fogták perbe „lázadásra felbujtás” miatt. A vonatút közben Jacobs alkut ajánlott neki: ejtik a vágyat, ha információkat szolgáltat a környék radikálisairól. Válasz helyett egy pohár jeges vizet borított a nyomozó arcába. A perre várva meglátogatta Nellie Bly, a New York World riportere. Két órán át beszéltek, végül pozitív cikket írt Goldmanról, akit „modern Jeanne d’Arcként” jellemzett.
A pozitív reklám ellenére az ítészeket meggyőzte Jacobs, féltek a nő politikájától. A helyettes kerületi ügyész anarchizmusáról és ateizmusáról is kérdezte Goldmant, a bíróság „veszélyes nőként” emlegette. Végül egy évre a Blackwell’s Island Fegyházba küldték. Bent ízületi csúztól szenvedett, a betegszobába került, ahol összebarátkozott egy orvossal, elkezdett orvosi tanulmányokat folytatni. Falta a könyveket, főleg Ralph Waldo Emerson és Henry David Thoreau aktivista írók, Nathaniel Hawthorne regényíró, Walt Whitman költő és John Stuart Mill filozófus műveit. Mikor tíz hónap után szabadult, 3000 ember üdvözölte a Thalia Theaterben. Interjúk és előadások tömegére kérték fel.
Hogy pénzt szerezzen, Goldman a börtönben kezdett orvosi tanulmányok folytatása mellett döntött. Azonban előnyben részesített területei – szülészet és masszázs – nem voltak elérhetőek az Egyesült Államokban, így Európába utazott. Londonban, Glasgowban és Edinburghban is előadott, olyan ismert anarchistákkal is találkozott, mint Errico Malatesta, Louise Michel és Pjotr Alekszejevics Kropotkin. Bécsben két diplomát is szerzett, majd hazautazott az Államokba. Ideje megoszlott az előadások és szülészet között, ő volt az első országszerte előadó anarchista. 1899 novemberében visszatért Európába, ahol megismerkedett Hippolyte Havellel, akivel Franciaországba utazott, segített a párizsi Nemzetközi Anarchista Kongresszus megszervezésében is.

### McKinley meggyilkolása

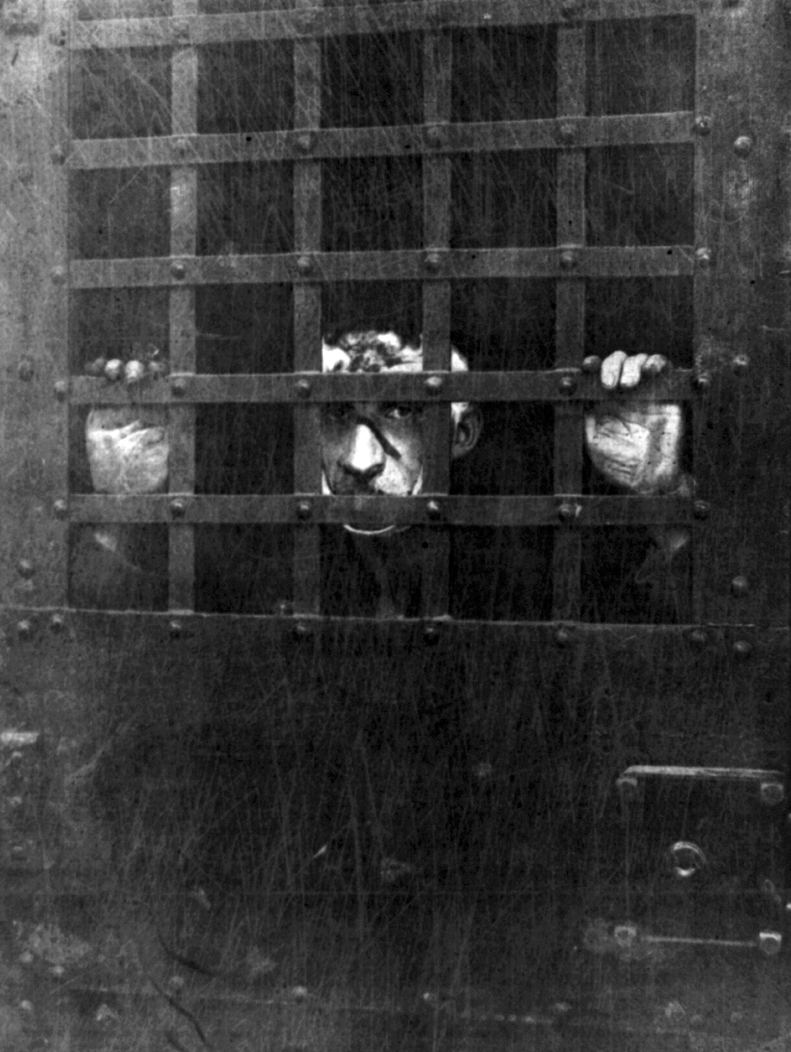
Leon Czolgosz ragaszkodott ahhoz, hogy nem Goldman hatására gyilkolta meg William McKinley amerikai elnököt, a nőt mégis letartóztatták két hétre

1901. szeptember 6-án Leon Czolgosz munkanélküli gyári munkás, regisztrált republikánus, akit korábban mentális betegséggel diagnosztizáltak, egy buffalói nyilvános beszéden kétszer meglőtte William McKinley elnököt. A golyók szegycsonton és gyomron találták McKinleyt, nyolc nappal később belehalt sérüléseibe. Czolgoszt letartóztatták, napokon keresztül vallatták, végül beismerte, Goldman egyik beszéde hatására lett anarchista. A hatóságok ezt ürügyként használták Goldman letartóztatására. Követték chicagói lakására, amit Havellel, illetve Mary és Abe Isaakkal (egy anarchista párral) osztott meg. Goldmant, Isaakot, Havelt és tíz másik anarchistát is letartóztattak.

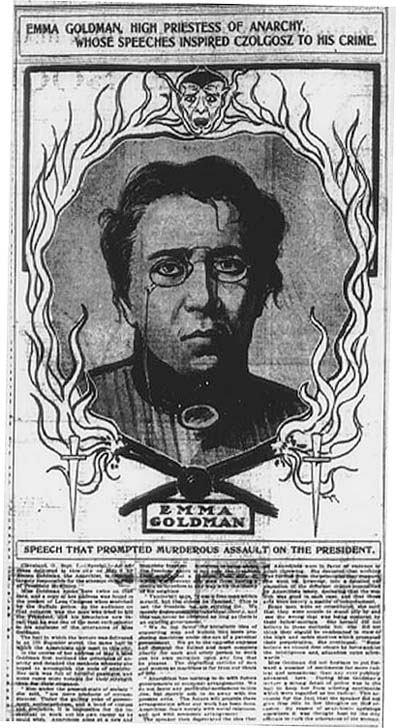
A Chicago Daily Tribuneben szeptember 8-án közzétett propagandacikk, amely Emma Goldmant hibáztatja

Korábban Czolgosz megpróbált összebarátkozni Goldmannal és társaival, de nem járt sikerrel. Egy clevelandi beszélgetés során Czolgosz tippeket kért tőle, melyik könyveket kellene elolvasnia. 1901 júliusában Isaakéknál is megjelent, ahol egy sor szokatlan kérdést tett fel. Azt feltételezték, hogy beszivárgó, mint számos rendőrségi ügynök, akiket radikális csoportokhoz küldtek kémkedni. Kellő távolságban maradtak tőle, Abe Isaak társainak figyelmeztetést küldött „egy másik kémről.”
Habár Czolgosz többször tagadta Goldman szerepét, a rendőrség még mindig szoros őrizetben tartotta, olyannal vádolva, amit a nő „harmadik fokozatnak” nevezett. Elmesélte lakótársainak gyanakvását, ezután tisztázódott, hogy nem volt jelentős kapcsolata a támadóval. Bizonyítékot sem találtak, ami a merénylethez kapcsolta volna, így két héttel később szabadon engedték. McKinley halála előtt Goldman felajánlotta segítségét ápolóként, utalva rá, hogy a sebesült elnök „pusztán egy emberi lény.” Czolgoszt, habár szinte biztos, hogy elmebeteg volt, kivégezték.
Fogva tartása és elengedése után sem ítélte el a merényletet, habár ezzel egyedül maradt. Barátai és támogatói, beleértve Berkmant, arra biztatták, hagyja az ügyet. De Goldman „szuperérzékeny lénynek” tartotta Czolgoszt,, és kritizálta a többi anarchistát a lenézéséért. A sajtóban úgy szerepelt, mint „az anarchia főpapnője”, miközben számos lap az anarchista mozgalmat tette felelőssé a merényletért. Az események következtében a radikálisok elfordultak az anarchizmustól, inkább a szocializmust támogatták. McKinley utódja, Theodore Roosevelt kinyilvánította, hogy „nem csak az anarchistákat, hanem mindenkit, aki szimpatizál velük”, le kell állítani.

### AMother Earthés Berkman kiengedése

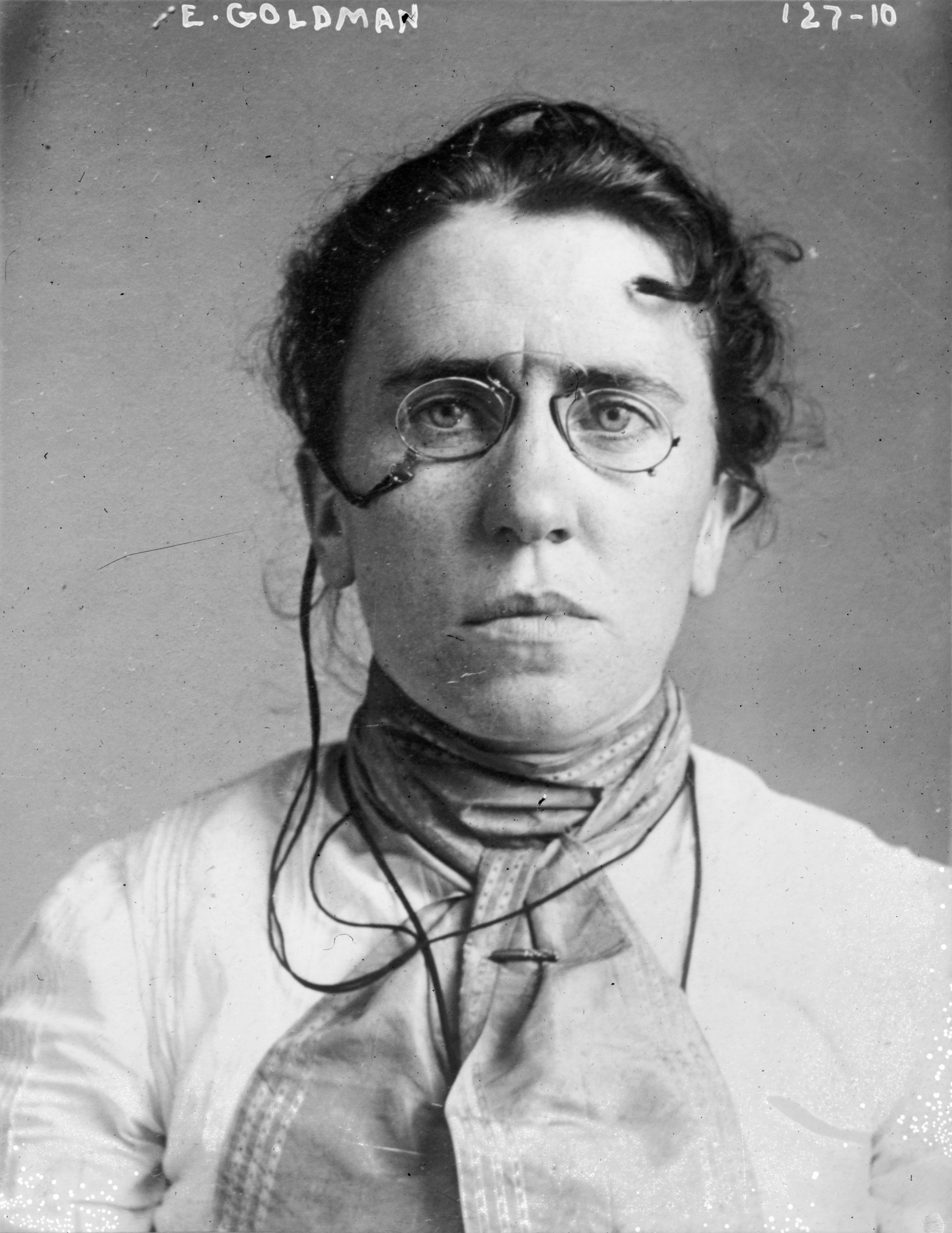
Goldman rendőrségi képe, miután McKinley meggyilkolásával kapcsolatban letartóztatták

Czolgosz kivégzése után Goldman kivonult a világból. Anarchistatársai megvetették, a sajtó rágalmazta, elválasztották szerelmétől, Berkmantól, így inkább anonimitásba burkolózott, visszatért ápolónői szakmájához. „Keserű volt, nehéz volt szembenézni újra az élettel” – írta később. Az E. G. Smith nevet használva kivonult a közélettel, számos magánápolói munkát elvállalt. Azonban mikor az Amerikai Egyesült Államok Kongresszusa elfogadta az 1903-as bevándorlási törvényt, amely elsősorban az anarchisták ellen irányult, a mozgalom új erőre kapott, Goldman is visszatért. A baloldal minden részéről csatlakoztak személyek és szervezetek, akik kiálltak a szólásszabadságot csorbító törvény ellen, Goldman újra része lett az ország vérkeringésének.
Miután John Turner angol anarchista írót letartóztatták a törvény értelmében, és deportálással fenyegették, Goldman összefogott a Szabad Szólás Ligával az ügy érdekében. A liga rábírta Clarence Darrow és Edgar Lee Masters ügyvédeket, védjék Turnert a Legfelsőbb Bíróságon. Habár Turner és a liga nem járt sikerrel, Goldman a győzelem propagandájaként értékelte az ügyet. Visszatért az anarchista aktivizmushoz, de áldozatot kellett hoznia. „Sose voltam ennyire letört. Attól tartok, örökké arra lettem ítélve, hogy köztulajdon legyek, és másokról kelljen gondoskodnom” – írta Berkmannak.
1906-ban Goldman egy lap kiadása mellett döntött, „egy olyat, amely a művészetek és betűk fiatal idealistáinak helye lehet.”Living:  A Mother Earth húzónevei olyan radikális aktivisták lettek, mint Hippolyte Havel, Max Baginski, és Leonard Abbott. Azon kívül, hogy szerkesztői és más anarchisták eredeti műveit közölte, számos író írásait újra publikálta. Így jelenhetett meg Pierre-Joseph Proudhon francia filozófus, Pjotr Kropotkin orosz kommunista, Friedrich Nietzsche német filozófus és Mary Wollstonecraft brit író művei is. Goldman gyakran írt anarchizmusról, politikáról, munkaügyekről, ateizmusról, szexualitásról és feminizmusról.
Ugyanezen év május 18-án Alexander Berkmant szabadon bocsátották. Goldman, kezében egy csokor rózsával, a peron mellett találkozott vele, „rémület és szánalom” fogta el, mikor meglátta a szikár, sápadt férfit. Mindketten képtelenek voltak bármit is mondani, csendben hazatértek Goldmanhoz. Berkman heteken át küzdött, hogy rendbe tegye életét, végül nem járt sikerrel: Clevelandban revolvert vásárolt magának, azzal a szándékkal, hogy véget vet életének. Visszatért New Yorkba, ahol megtudta, hogy Goldmant több társával letartóztatták, mivel Czolgosz tettére reflektáltak egy gyűlésen. A gyülekezési jog ily módú megsértése igen felháborította, így kiáltott fel: „A feltámadásom eljött!” Ezután a szabadon bocsátásukon kezdett munkálkodni.
1907-ben Berkman vette át az irányítást a Mother Earth felett, míg Goldman az országot járta, pénzt gyűjteni a lapnak. A lap szerkesztése revitalizáló tapasztalat volt a férfinak. Kapcsolata Goldmannal akadozott, azonban Becky Edelsohn 15 éves anarchista lánnyal viszonya volt. Ugyan fájt neki Goldman elutasítása, de úgy értelmezte, ez a börtönidőszak következménye. Ugyanebben az évben Goldman az USA képviselőjeként részt vett az Amszterdami Nemzetközi Anarchista Kongresszuson, ahol a világ minden tájáról érkező anarchisták és szindikalisták ütköztették véleményüket a két ideológiával kapcsolatban, megegyezés nem született. Az USA-ba visszatérve továbbra is komoly tömegek előtt beszélt.

### Reitman, esszék és születésszabályozás
A következő tíz évben Goldman folyamatosan az országot járta, előadásokat tartott, az anarchizmus mellett kampányolt. A koalíció, ami az anarchia-kizárási törvény ellen alakult, komoly politikai pozíciót biztosított neki. Mikor az Igazságügyi Minisztérium kémeket küldött a megfigyelésére, a találkozókat „csomagoltnak” minősítették. Írók, újságírók, művészek, bírók és munkások széles köre emlegette „mágneses erejét”, „meggyőző jelenlétét”, „erejét, ékesszólását és tüzét.”

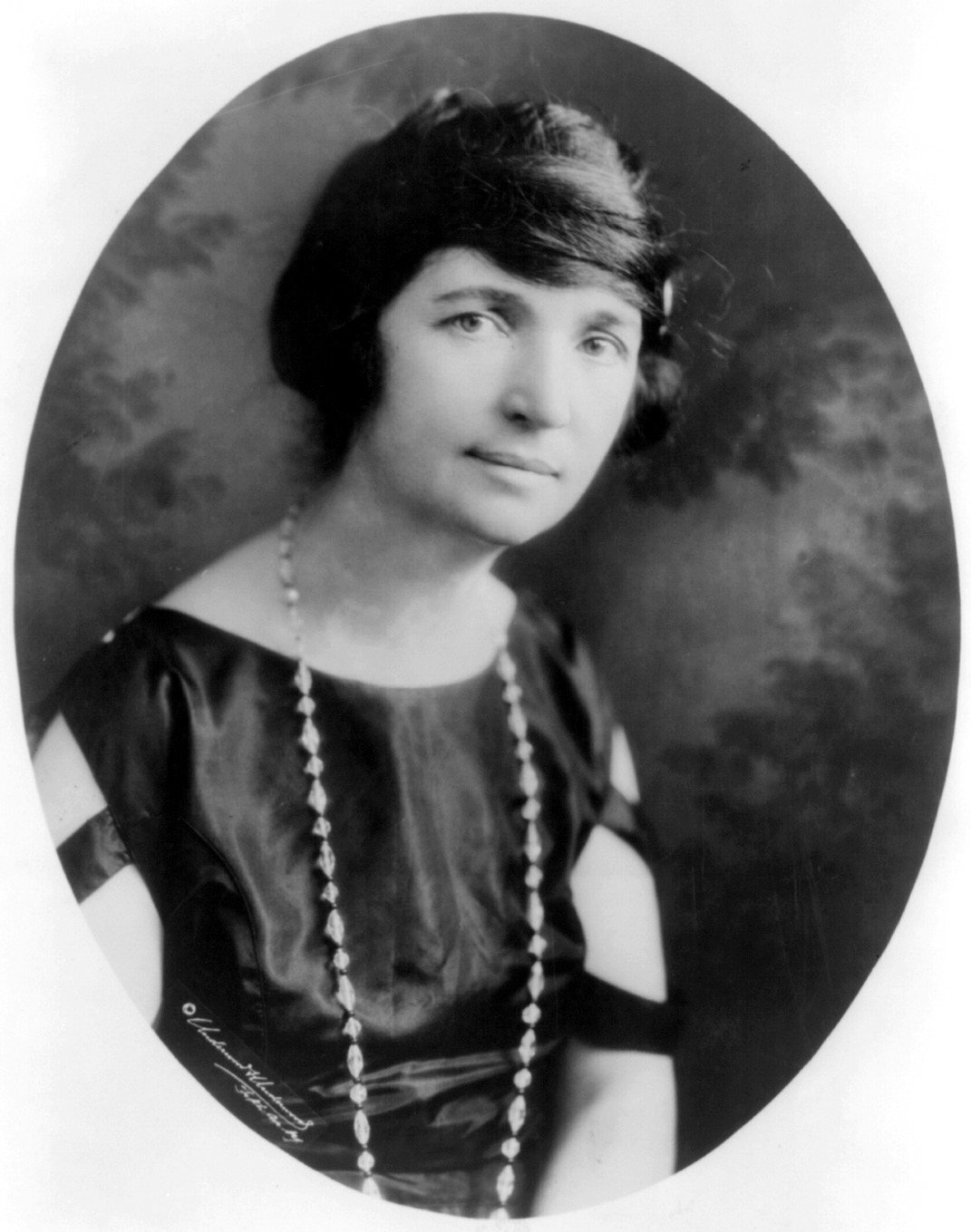
Goldman csatlakozott Margaret Sangerhez a nők születésszabályozáshoz való jogáért folytatott harcban, mindkettejüket letartóztatták a Comstock-törvények megszegése miatt

1908 tavaszán ismerkedett meg Ben Reitmannal, az úgynevezett „hobódoktorral”, akibe első látásra beleszeretett. Reitman több éven át vándorolt, mielőtt megszerezte orvosi diplomáját a College of Physicians and Surgeons of Chicagóban. Orvosként főleg szegénységben és betegségben, köztük szexuális úton terjedő betegségekben élő embereket látogatott. Goldmannal hamarosan viszonyba kezdtek. Mindketten a szabad szerelem hívei voltak, így Reitmannak több szeretője is volt, de Goldman nem élt a lehetőségekkel. Megpróbálta összeegyeztetni irigységét a szív szabadságában való hittel, de ez nehéznek találtatott.
Két évvel később frusztrálni kezdték a tömegek előtti előadások. Inkább „azt a pár embert érte volna el, aki tényleg tanulni jött, nem pedig azokat, akik csak szórakoznának.” Összegyűjtötte beszédeinek egy részét, illetve a Mother Earthbe írt cikkeit, és kiadta Anarchism and Other Essays címen. A könyv számos témát lefedett, egyszerre reprezentálta „huszonegy év mentális és lelki küzdelmeit.” Rálátást enged az anarchizmusra, annak kritikáira, hazafiasságra, női választójogra, házasságra és börtönökre.
Mikor Margaret Sanger, a fogamzásgátlás korai híve megalkotta a születésszabályozás kifejezést, illetve különböző módszerek terjesztésébe kezdett The Woman Rebel című lapjában, Goldman támogatását is megkapta, aki már több éve tevékenykedett a területen. 1916-ban Goldmant letartóztatták, mikor a nyilvánosság előtt beszélt arról, hogyan kell fogamzásgátlókat használni. Sanger is le lett tartóztatva a Comstock-törvények miatt, melyek megtiltották az „obszcén, erkölcstelen vagy kéjvágyó áruk” terjesztését, beleértve a fogamzásgátlással kapcsolatos információkat.
Habár később az elégtelen támogatás miatt elszakadtak Sangertől, Goldman és Reiman továbbra is terjesztették Sanger Családi korlátozás című röpiratát, igaz, Reitman hasonló esszéjével együtt. 1915-ben Goldman országos turnéjának fő témája is a fogamzásgátlás volt. Habár a közvélemény liberalizálódni látszott a témában, 1916. február 11-én ismét letartóztatták nyilvános előadás miatt. A Comstock-törvény megsértésével vádolták, nem volt hajlandó a 100 dollár büntetést befizetni, így két hét börtön várt rá, ezt „lehetőségként” látta arra, hogy kapcsolatba lépjen azokkal, akiket kivetett magából a társadalom.

### Első világháború
Habár Woodrow Wilson 1916-ban még úgy lett újjáválasztva, hogy „kívül tart minket [USA] a háborúból”, második elnöki ciklusa kezdetén úgy határozott, hogy a Német Birodalom folytatódó korlátlan tengeralattjáró-háborúja elegendő ok ahhoz, hogy az USA belépjen az első világháborúba. Nem sokkal ezután megjelent az 1917-es hadkötelezettségi törvény, amely minden 21 és 30 év közti férfit sorkatonaságra rendelt. Goldman ezt a kapitalizmus militáris agressziójának jeleként látta. A Mother Earthben világossá tette, a sorozás ellen foglal állást, az USA részvételét is ellenezte.

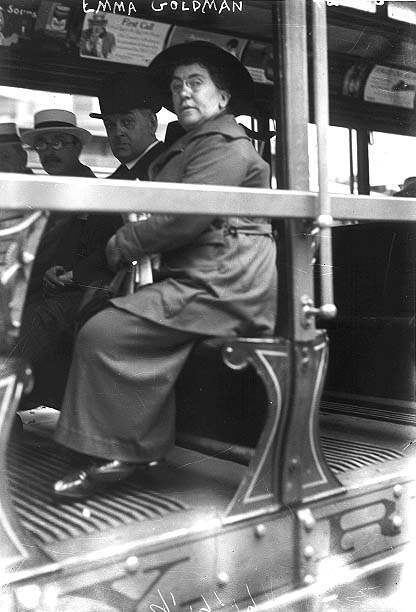
Goldman két évig raboskodott, miután ellenezte a sorozást

Ebből a célból ő és Berkman New Yorkban megszervezte a Nem A Sorozásra Ligát, amely kijelentette: „Ellenezzük a sorozást, mivel internacionalisták és antimilitárisok vagyunk, és minden, kapitalista kormány által pénzelt háborút ellenzünk.” A csoport hamar a sorozásellenes aktivizmus zászlóshajója lett, több városban is megjelent. Amikor a rendőrség elkezdte járni a rendezvényeiket, sorozást megtagadó férfiakat keresve, Goldmanék átálltak röpiratok és más írások terjesztésére. Azonban a hazafias lázban égő országban több balos mozgalom elutasította ezeket a célokat. A Nők Békepártja például a háborúba belépés után már nem ellenezte azt. Az Amerikai Szocialista Párt ismét az amerikai beavatkozás ellen foglalt állást, de Wilson legtöbb döntését támogatták.
1917. június 15-én Goldman és Berkman le lett tartóztatva egy razzia közben, mely során irodájukban „anarchista nyilvántartások és propaganda tömegét” találták a hatóságok. A The New York Times arról számolt be, hogy Goldman azt kérte, megfelelőbb ruhába öltözhessen, az új szettje „királylila” volt. A párost „sorozás elkerülésére biztató” összeesküvés miatt tartóztatták le, az újonnan bevezetett kémtörvény értelmében. Fejenként 25 ezer dollár óvadékot határoztak meg rájuk. Saját maga és Berkman védelmében Goldman az alkotmány első cikkelyére hivatkozott, feltéve a kérdést: hogy állíthatja azt a kormány. hogy külföldön a demokráciáért harcol, miközben otthon elnyomják a szólásszabadságot:

„Ha azt állítjuk, hogy Amerika azért lépett be a háborúba, hogy biztonságossá tegye a világot a demokrácia számára, elsőként miért nem az USÁt tesszük biztonságossá a demokrácia számára? Hogyan vehetné a világ komolyan Amerikát, amikor otthon naponta háborgatja a demokráciát, a szólásszabadság elnyomva, a békés kezdemények erőszakkal elfojtva egyenruhás gengszterek által, amikor a szabad sajtót lerövidítették, amikor minden egyéni véleménytől öklendeznek? Ha mi szegények vagyunk demokráciából, hogy adhatnánk belőle az egész világnak?”

Azonban az esküdtszék bűnösnek találta őket. Julius Marshuetz Mayer bíró a lehető legkeményebb büntetést szabta ki: két év börtön, fejenként 10 ezer dollár büntetés, és a börtönből való kiengedés utáni deportálás lehetősége. Mikor a Missouri Állami Fegyházba (ma Jefferson City Javítóintézet) szállították, így írt egy barátjának: „Két év börtön, amiért kiálltam egy ideálért kompromisszumok nélkül, kis ár.”
A börtönben ismét varrónőként kellett dolgoznia, egy „21 éves fiú nyomorult gépfegyvere előtt, akit azért fizettek, hogy eredményeket kapjon.” Találkozott a szocialista Kate Richards O'Harerel, akit szintén a kémtörvény miatt börtönöztek be. Habár különböző politikai stratégiákat vallottak a szavazásokban hívő nővel, együtt harcoltak a rabok jobb körülményeiért. Goldman Gabriella Segata Antolinivel is összebarátkozott, a nő egy, Luigi Galleanit követő anarchista volt, akit azért tartóztattak le, mivel egy dinamittal töltött tarisznyát vitt magával egy Chicagóba tartó vonaton. Visszautasította a hatóságokkal való együttműködést, ezért 14 hónapra börtönbe kellett vonulnia. A társaik jobblétéért dolgozó három nő hamarosan „A Hármas” néven vált ismertté. Goldman 1919. szeptember 27-én szabadult.

### Deportálás

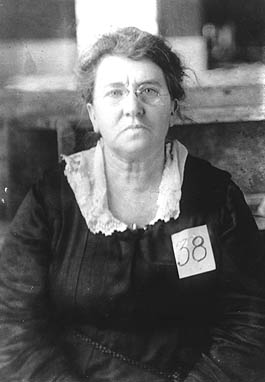
Emma Goldman deportációs fényképe 1919-ből

Goldman és Berkman az Első Vörös Reszketés (1919–20) idején szabadult a börtönből, amikor a közvélemény már nem a németpárti tevékenységektől, hanem a bolsevizmustól és egy radikális forradalom lehetőségétől rettegett. Alexander Mitchell Palmer igazságügyi miniszter és J. Edgar Hoover, az Igazságügyi Minisztérium külső ellenséget megfigyelő csoportvezetője az anarchista-kizárási törvény és annak 1918-as kibővítése értelmében deportálni kívánta azokat az idegen állampolgárokat, akik kapcsolatba hozhatóak az anarchizmussal vagy a forradalommal. A börtönben író Goldmanról és Berkmanról Hoover így írt: „Ők ketten az ország legveszélyesebb anarchistái közé tartoznak, visszatérésük a társadalomba indokolatlan károkhoz vezetne.”
A deportálási meghallgatásán október 27-én Goldman megtagadta a választ a kérdésekre azon meggyőződés alapján, hogy az amerikai állampolgársága a deportálás minden lehetőségét kizárja az 1903-as törvény értelmében, amely csak a nem-állampolgárokra érvényes. Helyette egy írásbeli nyilatkozatot jelenített meg: „Ma az úgynevezett idegeneket deportálják. Holnap az amerikaiakat fogják száműzni. Már most van pár hazafi, aki azt javasolja, hogy azokat az amerikaiakat, akiknek a demokrácia egy szent ideál, száműzzék.” A Munkaügyi Minisztériumban (ez az intézmény teljes hatalommal rendelkezett a deportálások felett) hivatalnok Louis Post elmondta, 1908 után Berkman állampolgárságát visszavonták, így Goldman is elvesztette azt. Habár először bíróságon harcolt volna igazáért, végül úgy döntött, elveti a fellebbezést.Post 
A minisztérium Goldmant és Berkmant azon 249 idegen közé sorolta, akiket en masse deportáltak. Legtöbbjüket vékony szálak fűzték olyan radikális csoportokhoz, melyeket a novemberi Palmer-razziák ellehetetlenítettek.McCormick  A sajtó által „Szovjet Bárkának” becézett Buford december 21-én hajózott ki a New York-i Katonai Kikötőből. 58 sorállományú és négy tiszt biztosította a biztonságot útközben, a személyzetet pisztollyal is felszerelték. A sajtó nagy része lelkes volt: a Cleveland Plain Dealer így írt: „Reméljük, hogy több, nagyobb, tágasabb, hasonló rakományú hajót is láthatunk majd!” A hajó január 17-én (szombaton) érkezett meg a finnországi Hankóba. Ezután a hatóságok az orosz határon túlra juttatták a deportáltakat.

### Oroszország

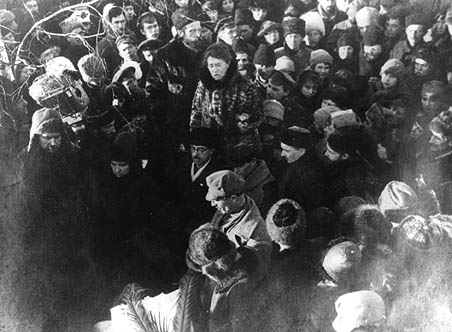
Goldman és Berkman Kropotkin temetésén, amely az egyik utolsó nagy anarchista megmozdulás volt Moszkvában

Goldman kezdetben pozitívan tekintett a bolsevik forradalomra. A Mother Earthben azt írta, habár függ a kommunista kormánytól, de „az emberi szabadság és gazdasági jólét legalapvetőbb, messzemenő és átfogó elveit vallja.” Mikorra Európába ért, már aggódott, mi vár rá. Aggódott a folyamatban lévő oroszországi polgárháború miatt, amiatt, hogy azt leverhetik az antibolsevista erők. Az állam, habár antikapitalista volt, szintén aggasztotta. „Sosem tudtam az állam keretein belül dolgozni, legyen az akár bolsevik, akár más” – írta.

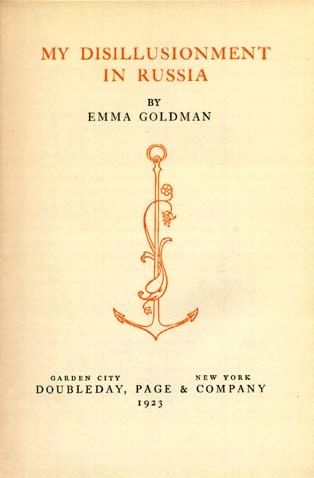
Goldman tapasztalatai Szovjet-Oroszországban a My Disillusionment in Russia 1923-as kiadásához vezettek

Hamar rá kellett jönnie, hogy félelmei igazak voltak. Pár nappal Petrográdra visszatérése után sokkolta, hogy egy pártvezető a szólásszabadságot „burzsoá babonának” nevezte. Ahogy Berkmannal az országot járta, mindenhol elnyomással, hűtlen kezeléssel és korrupcióval találkoztak a vágyott egyenlőség és munkavállaló-támogatás miatt. Akik megkérdőjelezték a kormány intézkedéseit, ellenforradalmárnak lettek bélyegezve, üldözést is el kellett szenvedniük, a munkásoknak is zord körülmények közt kellett dolgozniuk. Találkoztak Leninnel is, aki biztosította őket, hogy a sajtószabadság elnyomása indokolt volt. „Forradalmi időszakban nem lehet szólásszabadság” – mondta a bolsevik vezér. Berkman hajlott arra, hogy megbocsásson a kormánynak a „történelmi szükségesség” nevében tett cselekedetekért, de végül Goldmanhoz csatlakozva ellenezni kezdte a szovjet hatóságokat.
1921 márciusában sztrájkok kezdődtek Petrográdban, a munkások az utcára vonultak jobb élelmiszeradagokat és szélesebb szakszervezeti autonómiát követelve. Goldman és Berkman felelősnek érezte magát, hogy támogassa a sztrájkolókat, mert „most csendben maradni lehetetlen, akkor is, ha bűn.” Az elégedetlenség elérte Kronstadt kikötővárost is, a kormány ekkor rendelte el a katonai beavatkozást a sztrájkoló munkások és matrózok ellen. A kronstadti felkelés során nagyjából 1000 matrózt és katonát megöltek, kétezer másikat letartóztattak, később sokukat száműzték. Goldman és Berkman ekkor döntötte el, az országban nincs jövőjük. „Egyre inkább arra a következtetésre jutunk, hogy itt nem tudunk mit tenni. Nem maradhatunk tovább tétlenek, így mennünk kell.”
1921 decemberében elhagyták az országot, és Lettország fővárosába, Rigába mentek. A város amerikai biztosa felvette a kapcsolatot washingtoni hivatalnokokkal, hogy szerezzenek információkat a pár tevékenységéről. Egy rövid stockholmi kirándulás után több évre Berlinbe költöztek, ekkoriban kezdte el Pulitzer József New York World című újságába cikkeket írni oroszországi időszakáról. Ezeket később My Disillusionment in Russia (1923) és My Further Disillusionment in Russia (1924) címmel adta ki könyvben. Ezeket a címeket a kiadók találták ki, Goldman hiába tiltakozott.

### Anglia, Kanada és Franciaország
Goldman nehezen tudott alkalmazkodni a berlini baloldali közösséghez. A kommunisták megvetették a szovjet elnyomás kritizálása miatt, a liberálisok kinevették radikalizmusáért. Míg Berkman Berlinben segített a száműzött oroszoknak, Goldman 1924 szeptemberében Londonba költözött. Érkezésekor Rebecca West regényíró fogadást rendezett, amin több, mint 200 vendég között Bertrand Russell filozófus és H. G. Wells író is részt vett. Amikor a szovjet kormánnyal szembeni elégedetlenségről beszélt, hallgatósága meghökkent. Páran elhagyták a termek, mások azért bírálták, hogy idejekorán bírálja a kommunista kísérletet. Később egy levélben Russell megtagadta Goldmantól a segítséget a szovjet rendszer megváltoztatásában és kinevette anarchista ideáljáért.

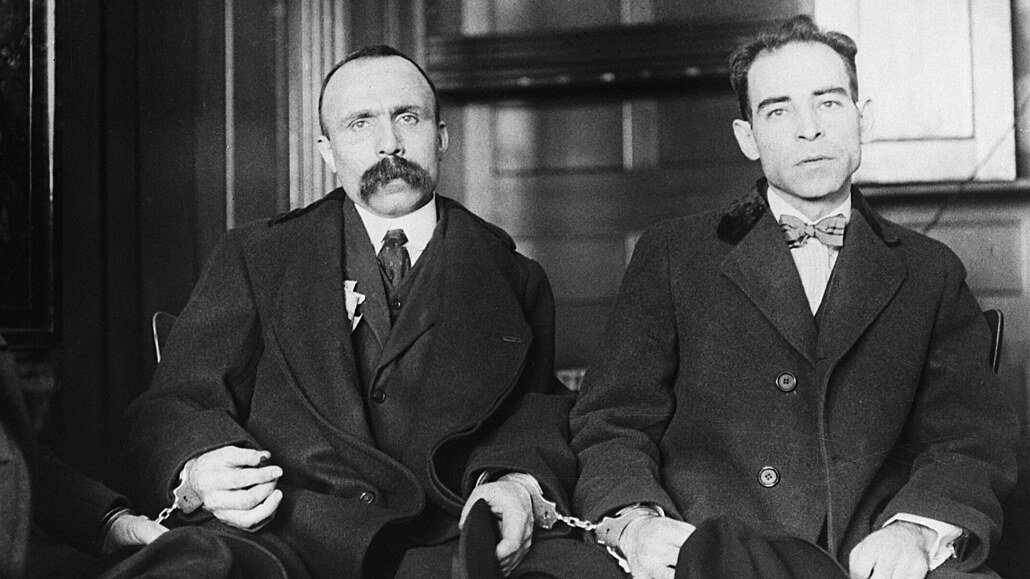
Nicola Sacco (jobbra) és Bartolomeo Vanzetti olasz anarchisták 1927-es kivégzése nem esett jól Goldmannak, aki ekkor Kanadában élt egyedül

1925-ben ismét deportálások voltak várhatóak, de egy skót anarchista, név szerint James Colton, házasságot ajánlott neki, amely brit állampolgárságot is biztosított volna. Habár csak távoli ismerősök voltak, elfogadta az ajánlatot, június 27-én össze is házasodtak. Az új állapot helyreállította belső békéjét, lehetősége nyílt Franciaországba és Kanadába is utazni. A londoni élet túl stresszes volt számára. „Borzasztóan fáradt, magányos és összetört szívű vagyok. Szörnyű érzés úgy tartani előadásokat, hogy nem találok egy rokon lelket, se élőt, se holtat.” A dráma analitikai vizsgálatán dolgozott, bővítve 1914-es művét. De a közönség „szörnyű” volt, így sosem fejezte be a tárgyban írt második művét.
Goldman 1927-ben Kanadába utazott, épp időben, hogy tudomást szerezzen a két olasz anarchista, Nicola Sacco és Bartolomeo Vanzetti közelgő bostoni kivégzéséről. Feldühítette az ügy sok szabálytalansága, az USA-beli igazságosság újabb csavarodását látta benne. Arra vágyott, hogy csatlakozhasson a bostoni tömegtüntetésekhez, felrémlett benne a Haymarket-ügy, de nem tehetett semmit. „Akkor az egész életem előttem volt, hogy tegyek valamit az ügyért, amelyért őket megölték. De nem tettem semmit” – írta.
1928-ban kezdte írni önéletrajzát, amerikai tisztelői egy csoportjának támogatásával. Így segített neki H. L. Mencken újságíró, Edna St. Vincent Millay költő, Theodore Dreiser regényíró és Peggy Guggenheim műgyűjtő, utóbbi 4000 dollárt gyűjtött neki össze. Goldman két évet töltött a francia tengerparton, Saint-Tropezben, ahol újragondolta életét. Berkman éles kritikai visszajelzéseket adott, ami megterhelte kapcsolatukat. Goldman célja az volt, hogy könyvét, mely az Élem az életem címet kapta, a munkásosztály is megengedhesse magának, és így legfeljebb 5 dollárba kerüljön. Ennek ellenére kiadója, Alfred A. Knopf két kötetben kiadva együtt 7,50 dollárt kért értük. Goldman dühös volt, de nem tudott változtatni. A nagy gazdasági világválság miatt az eladott példányok száma alacsony volt, habár számos amerikai könyvtár is érdeklődött iránta. A kritikák nagyrészt lelkesek voltak: a The New York Times, a The New Yorker, és a Saturday Review of Literature is az év legjobb non-fikciós könyvei közé sorolta.
1933-ban engedélyt kapott, hogy az Egyesült Államokban is előadhasson, de egy feltétellel: csak drámáról és önéletrajzáról beszélhetett, jelenlegi politikai eseményekről nem. 1934. február 2-án tért vissza New Yorkba, ahol nagyrészt pozitív sajtóvisszhang fogadta, kivéve a kommunista lapokat. Hamar körülvették csodálói és barátai, interjúkra és beszélgetésekre hívták. Vízuma májusban járt le, így Torontóba kellett utaznia meghosszabbítani azt, de kérését elutasították. Kanadában maradt, amerikai lapokba írt cikkeket.
1936 februárjában-márciusában Berkman prosztataműtéten esett át. Társa, Emmy Eckstein Nizzában gondozta, lemaradt Goldman 67. születésnapjáról, amire júniusban került sor Saint-Tropezben. Goldman szomorúan írt neki levelet, de Berkman sosem olvashatta: az éjszaka közepén telefonáltak a Saint-Tropezbe, hogy a férfi nagy bajban van. A nő azonnal Nizzába utazott, odaérve azzal kellett szembesülnie, hogy Berkman fejbelőtte magát, majdnem teljesen lebénult, még aznap éjjel meg is halt.

### Spanyol polgárháború
1936 júliusában a spanyol hadsereg a Második Spanyol Köztársaság elleni államcsínye után kitört a spanyol polgárháború. Ugyanekkor a nacionalisták ellen harcoló spanyol anarchisták anarchista forradalmat robbantottak ki. Goldmant Barcelonába hívták, unokahúgának így írt: „a szívemet nyomó mázsás súly, amit Sasha [Berkman] halála óta éreztem, egyszeriben továbbtűnt.” A CNT és a FAI üdvözölte, életében először élhetett anarchisták által vezetett közösségben, amely tényleg anarchista elvek szerint működött. „Életemben sosem találkoztam ilyen meleg vendégszeretettel, bajtársiassággal és szolidaritással.” Miután Huescában meglátogatott egy sor kollektívát, így szólt egy csoport munkáshoz: „A forradalmárok örökké egyesíteni fogja az anarchizmus fogalmát a káosszal.” Elkezdte a CNT-FAI Information Bulletin hetilapot szerkeszteni, reagált az angol nyelvű levelekre.

Goldman szerkesztette a CNT és FAI anarchoszindikalista szervezetek angol nyelvű Bulletin lapját

Goldman akkor kezdett igazán aggódni, amikor a CNT-FAI 1937-ben csatlakozott egy koalíciós kormányhoz, annak ellenére, hogy az anarchisták elutasítják a kormányzás ilyen formáit. Erre még egy lapáttal rátett, hogy többször is kifejezték egyesülési szándékukat a kommunista erőkkel, hogy közösen harcoljanak a fasizmus ellen. „A kommunistákkal való együttműködés Sztálin táboraiban elhunyt elvtársaink megtagadása lenne.” Oroszország azonban nem szándékozott együttműködni az anarchista erőkkel, e helyett dezinformációs hadművelet vette kezdetét Európa és az USA anarchistái között. A mozgalomban való csalódása után Goldman visszatért Londonba a CNT-FAI hivatalos képviselőjeként.
Előadásaiban és interjúiban lelkesen támogatta a spanyol anarchoszindikalistákat. Rendszeresen írt a Spain and the World kéthetente megjelenő magazinba, amely a polgárháború eseményere fókuszált. 1937 májusában kommunista erők megtámadtak anarchista erődöket és szétvertek mezőgazdasági kollektívákat. Az angliai újságok elfogadták az események Második Spanyol köztársaság-nézőpontból való értelmezését. George Orwell brit újságíró, aki jelen volt a megtorláskor, így írt: „A barcelonai eseményekről szóló beszámolók fölülmúltak minden hazugságot, amit eddig hallottam.”
Goldman szeptemberben tért vissza Spanyolországba, de a CNT-FAI olyan volt számára, mint emberek „egy égő házban.” Ami még rosszabb volt, a világ anarchistái és más radikálisai is visszautasították az ügy támogatását. A nacionalista erők már azelőtt győzelmet arattak, hogy visszatért volna Londonba. Frusztrálva Anglia elnyomó hangulatától, mely szerinte „fasisztább volt a fasisztáknál”, 1939-ben visszatért Kanadába. Spanyolországi szolgálatát azonban nem feledték: 70. születésnapján a CNT-FAI egykori főtitkára, Mariano Vázquez Párizsból köszöntötte fel Goldmant, „spirituális édesanyánk”nak nevezte. „Ez volt a legmeghatóbb emlékezés, amiben valaha részem volt” – írta később Goldman.

### Utolsó évei és halála

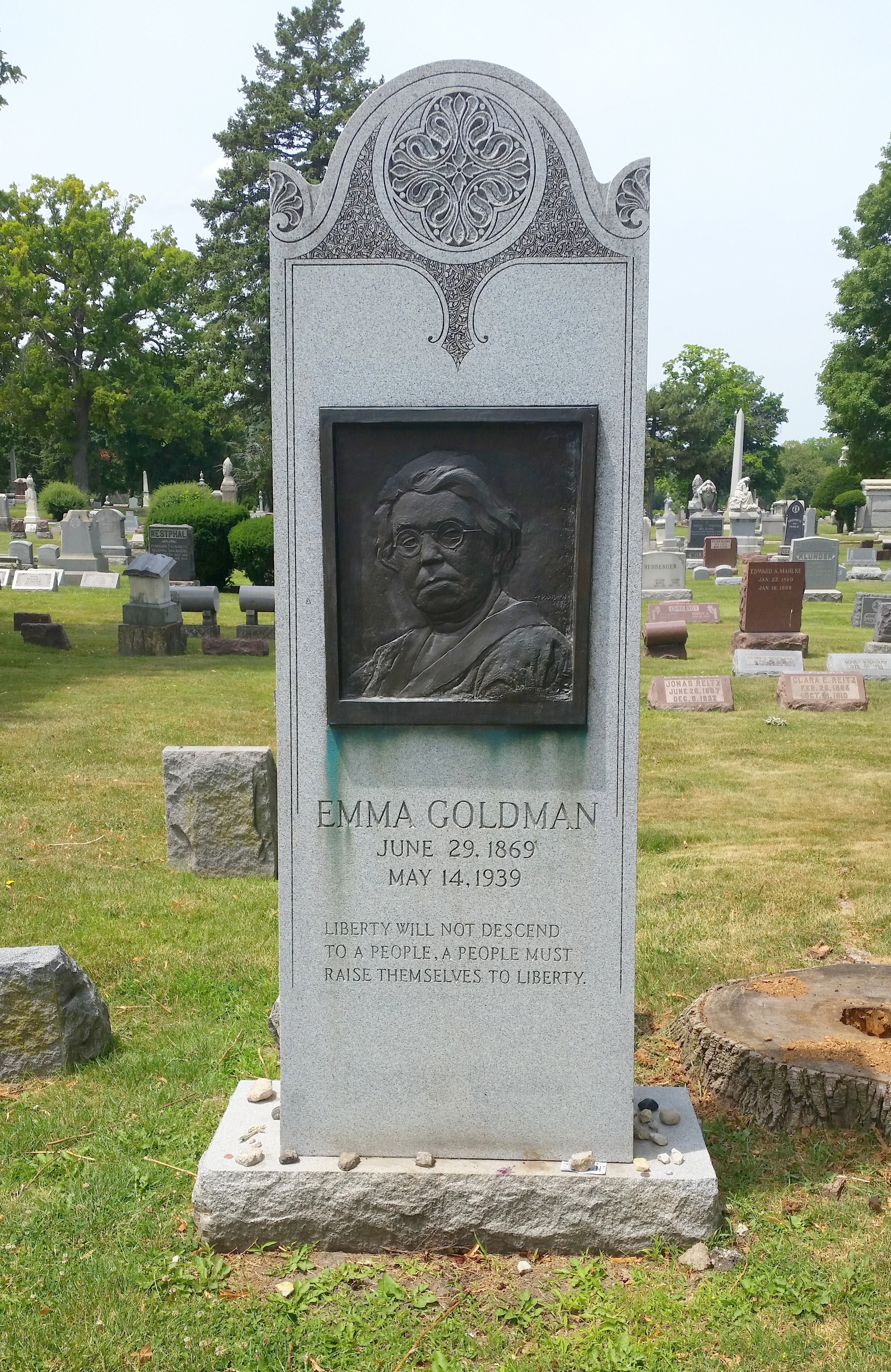
Emma Goldman sírja a chicagói Forest Home temetőben, nem messze a Haymarket-ügyben kivégzett anarchistákétól. A sírkövön hibásak a dátumok

Amikor Európában elkezdtek kibontakozni a második világháborúhoz vezető események, Goldman ismét kifejezte ellenszenvét a kormányok háborúi iránt: „Utálom Hitlert, Mussolinit, Sztálint és Francót, de nem támogatom ellenük a demokráciába öltözött fasizmus háborúját” – írta egy barátjának. Úgy érezte, Nagy-Britannia és Franciaország nem élt a fasizmus megállításának lehetőségével, a közelgő háború „a világ egy új őrülete”. Ez a nézete nem aratott nagy népszerűséget, különösen a Hitler zsidóellenes intézkedéseit visszhangozó zsidó diaszpóra köreiben.
1940. február 17-én, szombaton Goldman maradandó sztrókot szenvedett. Jobb oldalára teljesen lebénult, és bár hallása nem károsodott, beszélni nem tudott. Egy barátja így jellemezte: „Csak arra gondolok, hogy itt van Emma, Amerika legnagyobb szónoka, és nem képes megszólalni”. Három hónap múlva enyhén javult állapota, látogatókat fogadott, egy alkalommal pedig arra a füzetre mutatott, amibe a címeket írta: felismerte egy barátját, akivel Mexikóban ismerkedett meg. Május 8-án újabb sztrókot szenvedett, május 14-én hunyt el Torontóban, 70 évet élt.
Az USA Bevándorlási és Honosítási Hivatala engedélyezte, hogy testét hazaszállítsák Amerikába. A Forest Parkban, Chicago egy nyugati elővárosában található Forest Home temetőben kapott végső nyughelyet, nem messze a Haymarket-ügy után kivégzett aktivistáktól. A sírján található domborművet Jo Davidson szobrász tervezte.

## Filozófiája
Goldman írásaiban és beszédeiben számos területet lefedett. Elutasította az ortodoxiát és a fundamentalista gondolkodást, eközben a modern politikafilozófia több kérdésében maradandót alkotott. Hatással volt rá számos gondolkozó és író, mint Mihail Bakunyin, Henry David Thoreau, Pjotr Kropotkin, Ralph Waldo Emerson, Nyikolaj Csernisevszkij és Mary Wollstonecraft. Szintén hatással volt Goldmanre Friedrich Nietzsche. Önéletrajzában így írt: „Nietzsche nem társadalomtudós, hanem költő, lázadó és újító volt. Nem születése vagy pénztárcája, hanem lelke miatt volt arisztokrata. Ilyen tekintetben Nietzsche nem volt anarchista, viszont minden anarchista arisztokrata.”

### Anarchizmus
Az anarchizmus központi helyet foglalt el Goldman világnézetében, mai napig az anarchizmus történetének legfontosabb alakjai között említhetjük. Először az 1886-os Haymarket-ügy után került kapcsolatba a mozgalommal, ekkor írt és beszélt először az anarchizmusról. Anarchism and Other Essays című könyve címadó esszéjében így írt:

„Az anarchizmus valóban az emberi elme vallás alól, az emberi test tulajdon alól felszabadítását szeretné, a felszabadítást a bilincsek és a kormány elnyomása alól. Az anarchizmus egy társadalmi rend, amelyben az emberek szabadon csoportosulhatnak a valódi társadalmi jólét érdekében, egy rend, amely minden embernek garantálja a hozzáférést a földhöz és az élet minden szükségletéhez, egyéni vágyak, ízlések és hajlamok szerint.”

Goldman anarchizmusa rendkívül személyes volt. Úgy hitte, az anarchista gondolkodóknak minden cselekedetükkel és szavukkal számot kell adni hitükről. „Nem érdekel, ha egy elmélet holnap helyes lesz, csak az, ha ma helyes.” Az anarchizmus és a szabad szövetkezés voltak a logikus válaszai a kormányzati ellenőrzésre és kapitalizmusra. „Úgy tűnik, ezek az élet új formái, és át fogják venni a régi helyeit, nem prédikálás vagy szavazás, hanem megélés által.”
Ugyanekkor úgy hitte, hogy az emberiség felszabadítása felszabadult emberek által kell, hogy történjen. Míg anarchistatársaival táncolt egy este, egy társa megfeddte gondatlan viselkedéséért. Goldman önéletrajzában így írt erről:

„Azt mondtam neki, hogy törődjön a saját dolgával, fáradt voltam, mert folyamatosan arcomba kaptam az Ügyet. Nem hiszem, hogy az Ügyért, egy csodálatos eszméért, az anarchizmusért, a konvenciók és előítéletek eltörléséért le kell mondani az élet örömeiről. Azt állítom, hogy az Ügyünkért nem viselkedhetünk apácaként, a mozgalom nem lehet kolostor. Ha ez kellene, nem akarnám. Szabadságot akarok, az önkifejezéshez való jogot, hogy mindenki csodás dolgokat tehessen.”

#### Az erőszak taktikai felhasználása
Goldman politikai pályafutása kezdetén az erőszakot a forradalmi harc legitim eszközének tartotta. Ekkor úgy gondolta, hogy az erőszak, habár gusztustalan lehet, indokolt lehet a szociális ellátások halmozódása érdekében. Szorgalmazta a tett propagandáját, hogy a tömegeket felkelésre bátorítsa. Támogatta párja, Alexander Berkman kísérletét, hogy megölje Henry Clay Frick gyárost, sőt könyörgött neki, hogy megtegye. Úgy gondolta, Frick Homestead-sztrájk közbeni tevékenysége elítélendő volt, és a gyilkosság pozitív lehet a dolgozó emberek számára. „Igen, a végén a cél szentesítette az eszközt.” Bár soha nem járult hozzá Leon Czolgosz kéréséhez, hogy meggyilkolja William McKinley amerikai elnököt, védte az eszmét, és úgy gondolta, az ilyen akciók az elnyomás természetes következményei. A politikai erőszak pszichológiája című művében így írt: „A társadalmi és gazdasági életben felgyülemlett erők, amelyek erőszakhoz vezetnek, hasonlóak a légkörhöz, amiben villámok és vihar van.”
Oroszországi tapasztalatai rávezették, hogy a forradalom nem relativizálja az erőszakot. A My Disillusionment in Russia utószavában így írt: „Nincs annál nagyobb tévedés, hogy a cél más dolog, mint a taktika és eszközök... Az alkalmazott eszközök az egyéni és társadalmi gyakorlatok által a cél részévé váltak.” Ugyanebben a fejezetben azonban azt is kifejti, hogy „a forradalom valóban erőszakos folyamat”, és megjegyezte, hogy „az erőszak a forradalmi átalakulások tragikus velejárója.” Néhányan úgy értelmezték szavait, hogy a bolsevik terror elvetésével minden erőszakot elvet, de Goldman a könyv első amerikai kiadásának előszavában pontosított:

„Azt az érvet, hogy a pusztítás és terror a forradalom része, nem vitatom. Tudom, hogy a múltban minden nagy politikai és társadalmi változás erőszakkal járt... A rabszolgaság ma is intézményesített lehetne Amerikában, ha nem jöttek volna a John Brown-féle militáns lelkek. Sosem tagadtam, hogy az erőszak elkerülhetetlen, nem is tehetném. Mégis az egyik dolog, hogy az erőszakot a védelem eszközeként kell alkalmaznunk. Egészen más dolog, mint a terror intézményesítése, a társadalmi harc legfontosabb módja. Az ilyen terrorizmus ellenforradalmat szít, maga is ellenforradalommá válik.”

Goldman a szovjet társadalom militarizálódását nem csak a fegyveres ellenállás, hanem a bolsevizmus államizmusának az eredményének látta: „...egy jelentéktelen kisebbség által létrehozott abszolút állam szükségszerűen elnyomáshoz és terrorizmushoz vezet.”

### A kapitalizmus és a munkaerő
Goldman úgy gondolta, a kapitalizmus gazdasági rendszere összeegyezhetetlen az emberi szabadsággal. „Az egyetlen igény, amely elismeri a tulajdont, a saját falánkság, hogy nagyobb gazdagságot, nagyobb leigázási hatalmat adjon, hogy rabszolgává tegyen, felháborodást keltsen, romboljon.” Abban is egyetértett, hogy a kapitalizmus dehumanizálja a munkásokat, „a termelőt egy gép részévé teszi, döntése kevesebbet fog érni vas-és-acél mesteréénél.”
Eredetileg mindent ellenzett, ami a teljes forradalomnál kevesebbet ígért, de egyszer egy első sorban álló idős munkás vitába szállt vele. Később Goldman így írt önéletrajzában:

„Azt mondta, hogy megérti türelmetlenségemet: naponta pár órával kevesebbet, hetente pár dollárral többet... De mi mást gondolna a korában? Nem élik már meg a kapitalizmus megdöntését. Lemondanának a gyűlölt munka két órájáról? Ez, amit életükben remélhetnek.”

Goldman rájött, hogy például a kis lépésekben csökkentett munkaidő és béremelés szintén egy társadalmi forradalom része lehet.

### Az állam – militarizmus, börtön, szavazás, szólásszabadság
Goldman tekintetében az állam szükségszerűen az ellenőrzés és az uralom eszközévé válik. Így a szavazás legjobb esetben haszontalan, legrosszabb esetben veszélyes. Szerinte szavazni illúziója annak, hogy részt veszünk, miközben a döntéshozás igazi felépítését elfedi. E helyett sztrájkokra, tiltakozásokra és „az erkölcsi kódunkba beavatkozó, kotnyeles hatóság elleni közvetlen akcióra” buzdított. Még akkor is fenntartotta szavazásellenes álláspontját, amikor az 1930-as évek Spanyolországában az anarchoszindikalisták liberális köztársaság alakítására szavaztak. Goldman azt írta, a választási csoport helyett országszerte sztrájkokat kellene szervezni. Nem értett egyet a női választójog megszerzésére irányuló mozgalmakkal.  Női választójog című esszéjében kigúnyolta az elképzelést, mely szerint a nők beleszólása megváltoztathatja a demokratikus országot: „Csak ha a nők nem adnák el voksukat, ha a politikusnők nem lennének korruptak!” A szüfrazsettek azon állításával, hogy a nők egyenlőek a férfiakkal, egyetértett, de abban, hogy részvételük többé tenné az államot, nem. „Feltételezzük, hogy tisztává tenne valamit, ami természetétől fogva nem tiszta – ez csak természetfeletti módszerekkel lenne lehetséges.”
Goldman a börtönrendszer szenvedélyes kritikusa volt, a rabokkal való bánásmódot és a bűnözés társadalmi okait is kritizálta. Szerinte a bűnözés az igazságtalan gazdasági rendszerek természetes velejárója, A börtönök: egy társadalmi bűn és kudarc című esszéjében bőségesen idézett Dosztojevszkij és Oscar Wilde 19. századi szerzők börtönökről írott gondolataiból, ő maga pedig így írt:

„Minden évben a börtönök kapuiból lesoványodott, deformált, hajótörött emberek jönnek ki, homlokukon Káin-bélyeggel, reményeik összezúzva, természetes hajlamaik meghiúsítva. Éhség és embertelenség köszönti őket, így ezek az áldozatok hamarosan visszasüllyednek a bűnbe, a létezés egyetlen lehetőségébe.”

Goldman elkötelezett háborúellenes volt, szerinte a háborúkat kapitalisták vívják az állam nevében. Elutasította a sorozást, amely szerinte az állami elnyomás egyik legkegyetlenebb formája, a Nem A Sorozásra Liga alapítói között is ott volt, végül ezért börtönözték be és deportálták.
Goldman a munkavállalók, születésszabályozás és világháború-ellenesség mellett tüntetéseket és sztrájkokat szervezett, beszédeket tartott, ezért rutinszerűen megfigyelték, letartóztatták és bebörtönözték. Így a 20. század eleji szólásszabadság-mozgalom szószólója lett, azt a társadalmi változások eléréséhez alapvető szükségletnek látta. Az, ahogy sorozatos letartóztatásai ellenére kiállt eszméi mellett, Roger Baldwint, az Amerikai Polgárjogi Unió egyik alapítóját is inspirálta. Goldman és Reitman tapasztalatai az 1912-es San Diegó-i szólásszabadság-harcban az Industrial Workers of the World szólásszabadság-harc kampányain kapitalista elnyomásának hírhedt példái.

### A feminizmus és a szexualitás

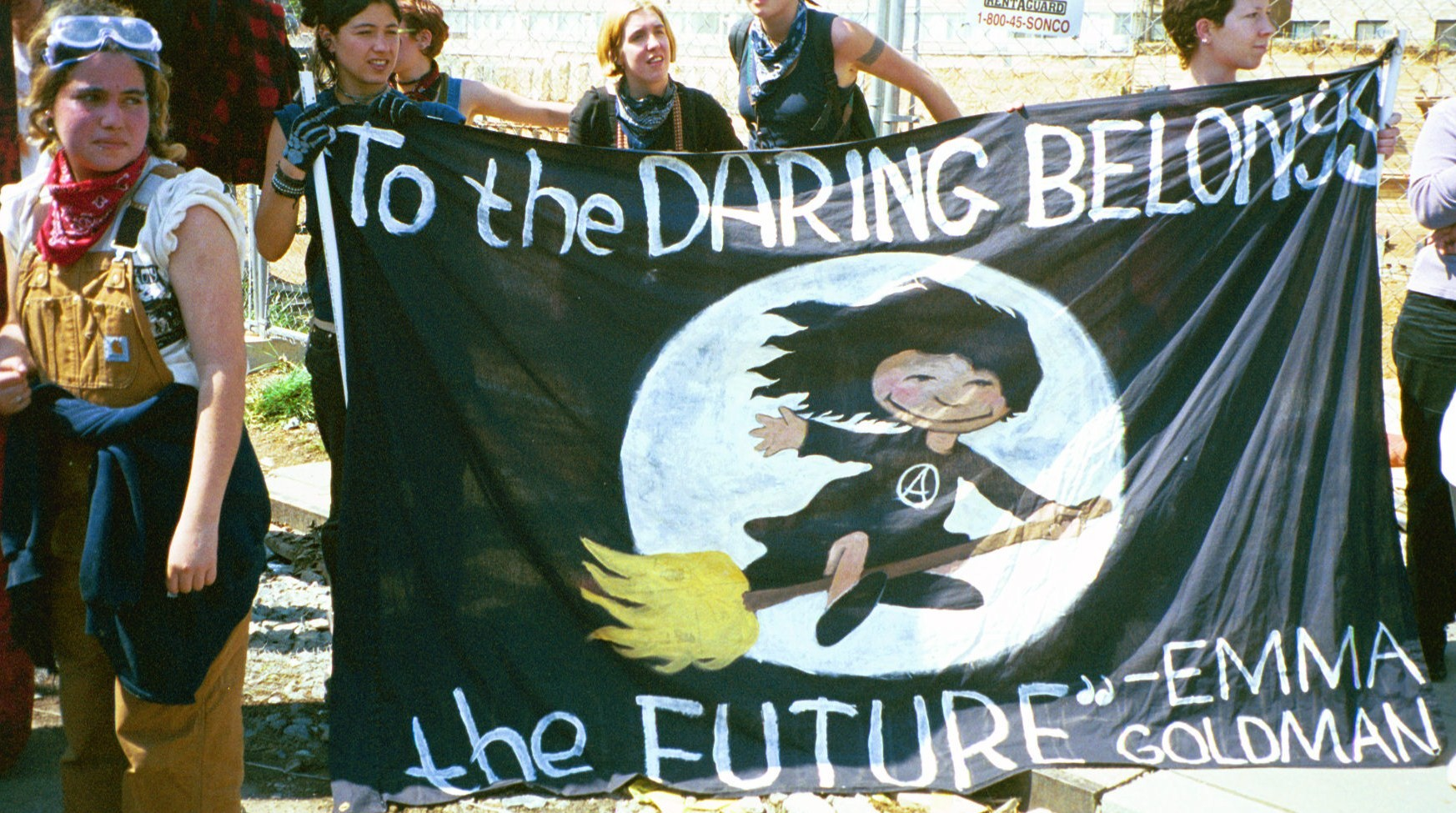
Anarchofeministák Goldmantól idéznek egy globalizációellenes tüntetésen

Habár távol tartotta magát az első hullámú feminizmus választójogi céljaitól, Goldman szenvedélyesen támogatta a nők jogait, az általa az államhatalom és az osztályok harca okának tartott patriarchátus ellen küzdő anarchofeminizmus megalapítójának tekinthető. 1897-ben így írt: „Követelem a nő függetlenségét, hogy magát eltarthassa, hogy magának élhessen, hogy azt vagy annyit szeressen, akit akar. Mindkét nem szabadságát követelem: szabadságot tettben, szabadságot szerelemben, szabadságot az anyaságban.”
A képzettsége szerint nővér Goldman a születésszabályozás korai szószólója volt. Kora számos feministájához hasonlóan a terhességmegszakítást a társadalmi állapotok szomorú következményeként szemlélte, ennek pozitív alternatívájaként szemlélte a születésszabályozást. A szabad szerelem híve is volt, erős kritikával illette a házasság intézményét. A korai feministákat a puritanizmus és a kapitalizmus által határolt zárt körnek látta. „Át kell törnünk a hagyományok és avitt szokások korlátjait. A női emancipációs mozgalom megtette az első lépést ez irányban.”
Goldman a homofóbia ellenzője is volt. Hite szerint a társadalmi szabadságnak a melegekre és leszbikusokra is ki kell terjednie, ezek a gondolatok akkoriban még az anarchisták körében is igen ritkának számítottak. Magnus Hirschfeld német szexológus szerint „ő volt az első és egyetlen nő, az első és egyetlen amerikai, aki a nyilvánosság előtt állt ki a homoszexuális szerelem mellett.” Számos beszédében és beszédében állt ki a leszbikusok és melegek megkülönböztetése ellen. Levelében így írt Hirschfeldnek: „Tragikusnak érzem, hogy a más nemi irányultságú emberek nem értik meg a homoszexualitást, hogy sajátjukon kívül más formái is léteznek a szerelemnek, sőt olyan durván közömbösek, hogy a különböző átmeneteket jelentőségük ellenére is elutasítják.”

### Ateizmus
Goldman elkötelezett ateistaként a vallásra a hatalom és irányítás eszközeként tekintett. Az ateizmus filozófiája című esszéjében hosszan idézte Bakunyint, és hozzátette:

„Tudatosan vagy tudatlanul a legtöbb istenhívő istenekben és ördögökben, mennyországban és pokolban, jutalomban és büntetésben gondolkodik, korbáccsal nevelné az embereket engedelmességre, szelídségre és megelégedettségre... Az ateizmus filozófiája az emberi elme kiterjesztését és növekedését fejezi ki. A teizmus filozófiája (ha lehet egyáltalán filozófiának nevezni) statikus és rögzített.”

A puritanizmus képmutatása című esszéjével és A kereszténység hibája című beszédével több vallási közösség haragját is kivívta azzal, hogy ezekben moralizáló hozzáállásukat és az emberi elme irányítására tett törekvéseiket kritizálta. A kereszténységet elítélte a „rabszolga-társadalom fenntarásáért” azzal az indoklással, hogy az embereknek megszabja a földi cselekedeteit, és a szegénysorsúakat a mennybeli gyönyörű jövő hamis ígéretével hitegeti. A cionizmust is az állami kontroll újabb meghiúsult kísérleteként szemlélte.

## Öröksége
Goldman életében ismertnek számított, sok más jelző mellett „Amerika legveszélyesebb nőjének” is nevezték. Halála után, a 20. század közepén hírneve elhalványult. Az anarchizmus kutatói és történészei nagyszerű szónokként és aktivistaként tekintettek rá, de nem tekintették olyan teoretikusnak, mint például Kropotkint.

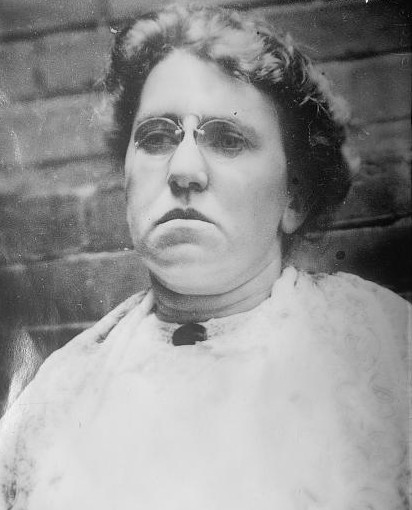
Kép Goldmanról, megszámlálhatatlan falon, ruhán, matricán és poszteren látható a szabadság ikonjaként, gyakran a tévesen neki tulajdonított idézettel: „Ha nem táncolhatok rá, akkor nem az én forradalmam!”

1970-ben a Dover Press újra kiadta Goldman Élem az életem című életrajzát, 1972-ben pedig Alix Kates Shulman feminista író Vörös Emma beszél címen publikált párat Goldman írásaiból és beszédeiből. Ezek a művek segítettek Goldmant eljuttatni a szélesebb közönséghez, hamar felfigyelt rá a 20. század végi nőmozgalom is. 1973-ban Shulman egy barátja, aki történetesen nyomdász volt, engedélyt kért a nőtől, hogy Goldman egyik idézetét rányomtathassa egy pólóra. Shulman az Élem az életemből választott pár sort: „Az önkifejezéshez való jog mindenki joga ahhoz, hogy valami gyönyörűt, sugárzót hozzon létre.” Hozzátette: „ez nem azt jelenti, hogy táncra buzdítana.” A nyomdász ebből egy olyan mondatot kreált, amiből a leghíresebb Goldman-idézet vált, azonban az anarchistanő sosem írt vagy mondott ilyet: „Ha nem táncolhatok rá, akkor nem az én forradalmam!” A mondat variációi hamarosan pólók, kitűzők, poszterek, matricák, csészék, kalapom és más tárgyak tömegét lepték el.
Az 1970-es években a Goldmant „újra felfedező” nőmozgalom mellett az 1960-as évektől újjáéledő anarchista mozgalom is ráirányította a figyelmet. A feminizmus terjeszkedése is Goldman egyes filozófiai műveinek újjáértékelését hozta, miközben kutatók rámutattak, hogyan hatott kora anarchizmusára. Goldman esztétika iránti hite nagy hatást gyakorolt az anarchizmus és a művészetek kapcsolatára. Hasonlóképpen elismerték a szexuális szabadság, szaporodási jogok és szabad önkifejezés területén végzett tevékenységét.
Goldman alakja az évek során számos fikciós műben szerepelt, ilyen Warren Beatty 1981-es Vörösök című filmje, melyben Maureen Stapleton formálta meg, a színésznő Oscar-díjat kapott ezen szerepéért. A Ragtime és Assassins című Broadway-musicalekben is megformálták. Goldman életéről színdarabok is szólnak, ilyen Howard Zinn Emmája; Martin Duberman Mother Earthe (1991);
Jessica Litwak Emma Goldman: Love, Anarchy, and Other Affairsje (Goldman és Berkman kapcsolatát mutatja be, illetve Goldman letartóztatását McKinley meggyilkolásával kapcsolatban); Lynn Rogoff's Love Ben, Love Emmája (Goldman és Reitman kapcsolatáról szól) és Carol Bolt Red Emmája. Ethel Mannin 1941-es Vörös rózsa című regénye szintén Goldman életén alapul.
Goldmanról több szervezetet is elneveztek. Az Iowa Cityben található Emma Goldman Klinika női egészségügyi központ „versenyre késztető lelke” tiszteletére vette fel az anarchista nevét. A baltimorei Red Emma Könyvesbolt Kávéháza infoshop a neve felvételét így indokolta: „a gondolatok és eszmék, melyeket egész életében harcolt: szólásszabadság, nemi és faji egyenlőség és függetlenség, a munkánk és saját életünk megszervezésének joga, ötletek és eszmék, melyekért ma is harcolnunk kell.”
Paul Gailiunas és felesége, Helen Hill írta az Emma Goldman anarchista dalt, amelyet a Piggy: The Calypso Orchestra of the Madott elő 1999-ben. A dalt később Gailiunas új együttese, a The Troublemakers is előadta, a 2004-es Here Come The Troublemakers kislemezükön jelent meg.

## Művei
Goldman profi írónak számított, számtalan röpiratot és cikket írt, változatos témákban. Hat könyv szerzője, köztük önéletrajza (Élem az életem) és Voltairine de Cleyre anarchistanő biográfiája.

### Könyvek
- Anarchism and Other Essays (Anarchizmus és más esszék). New York: Mother Earth Publishing Association, 1910
- The Social Significance of the Modern Drama (A modern dráma társadalmi jelentősége). Boston: Gorham Press, 1914
- My Disillusionment in Russia (Kiábrándultságom Oroszországban). Garden City, New York: Doubleday, Page and Co., 1923
- My Further Disillusionment in Russia (További kiábrándultságom Oroszországban) . Garden City, New York: Doubleday, Page and Co., 1924
- Living My Life (Élem az életem). New York: Knopf, 1931
- Voltairine de Cleyre. Berkeley Heights, New Jersey: Oriole Press, 1932

### Gyűjteményes kötetek
- Red Emma Speaks: Selected Writings and Speeches. New York: Random House, 1972. ISBN 0-394-47095-8.
- Emma Goldman: A Documentary History of the American Years, Volume 1 – Made for America, 1890–1901. Berkeley: University of California Press, 2003. ISBN 0-520-08670-8.
- Emma Goldman: A Documentary History of the American Years, Volume 2 – Making Speech Free, 1902–1909. Berkeley: University of California Press, 2004. ISBN 0-520-22569-4.
- Emma Goldman: A Documentary History of the American Years, Volume 3 – Light and Shadows, 1910–1916. Stanford: Stanford University Press, 2012. ISBN 0-8047-7854-X.

### Magyarul megjelent írásai
- Az egyén helye e társadalomban (The Place of The Individual in Society)[209]
- Kisebbség vagy többség? (Minorities versus Majorities)[210]
- Élem az életem (részlet) (Living My Life)[211]

## Fordítás
Ez a szócikk részben vagy egészben  az   Emma Goldman című angol Wikipédia-szócikk ezen változatának fordításán alapul.  Az eredeti cikk szerkesztőit annak laptörténete sorolja fel. Ez a jelzés csupán a megfogalmazás eredetét és a szerzői jogokat jelzi, nem szolgál a cikkben szereplő információk forrásmegjelöléseként.